# 海洋公園道車站
海洋公園道車站（英語：Ocean Parkway station）是紐約地鐵BMT布萊頓線的一個快車地鐵站，位於布魯克林布萊頓海灘布萊頓海灘大道及海洋公園道，設有Q線（任何時候停站）列車服務。

## 車站結構
| P 月台層 | 南行               | 往康尼島-斯提威爾大道（西8街）            |
| P 月台層 | 島式月台，左側開門 |                                           |
| P 月台層 | 南行快速           | 無定期服務                                |
| P 月台層 | 北行快速           | 無定期服務                                |
| P 月台層 | 島式月台，左側開門 |                                           |
| P 月台層 | 北行               | 往96街（布萊頓海灘）                      |
| M        | 夾層               | 往出入口、車站詢問處、MetroCard自動售票機 |
| G        | 街道層             | 出入口                                    |

此高架站設有兩個島式月台和四條軌道，中央快車軌道正常情況下不使用。
此站與布萊頓海灘站之間，月台相鄰有兩條由止衝擋開始的軌道，在慢車和快車軌道之間行走，令此段成為紐約地鐵唯一的六線高架結構。兩條軌道匯入前往布萊頓方向的各自相鄰的兩條軌道。

## 外部連結
- nycsubway.org—BMT Brighton Line: Ocean Parkway
- Station Reporter — Q Train
- The Subway Nut — Ocean Parkway Pictures （页面存档备份，存于）
- Brighton Beach Avenue entrance from Google Maps Street View （页面存档备份，存于）
- West Brighton Avenue entrance from Google Maps Street View
- Platforms from Google Maps Street View